# Кабинет Јапана
Кабинет Јапана или Влада Јапана (јап. 内閣 — најкаку) носилац је извршне власти у Јапану.

## Састав
Кабинет чине премијер и министри. Премијера именује народно представништво, а затим он именује министре. Сви чланови Кабинета морају бити цивили, а већина их мора бити из реда парламента.
Према Закону о Кабинету (1947) највише може бити 14 министара, а само изузетно и 17 министара. Када је премијер спријечен да предсједава Кабинетом, замјењује га један од министара. При Кабинету постоји и Секретаријат на челу са главним кабинетским секретаром који има положај министра.

## Дјелокруг
Кабинет, осим општих управних функција, има надлежност за: извршавање закона и руковођење државним пословима, руковођење спољним пословима, склапање споразума уз одобрење народног представништва, руковођење грађанском службом, припремање и предлагање буџета, доношење уредби за извршавање Устава и закона и одлучивање о амнестији и помиловањима. Све уредбе потписује надлежни министар, а премапотписује премијер.
Кабинет је надлежан и за именовање судија Врховног суда, а главног судију именује цар на предлог Кабинета. Такође, јапански цар своје надлежности не може вршити без одобрења Кабинета.